# Мануел Віторіну Перейра
Ману́ел Віторіну Пере́йра (порт. Manuel Vitorino Pereira; 30 січня 1853, Салвадор, Байя, Бразильська імперія — 9 листопада 1902, Ріо-де-Жанейро, Бразилія) — бразильський письменник, лікар і політичний діяч, віцепрезидент Бразилії в 1894—1898 роках, тимчасово виконував обов'язки президента в 1896—1897 роках.

## Біографія
У 1876 році Віторину закінчив медичний університет, в тому ж році приєднався до Ліберальної партії. Декілька років практикувався в лікувальній діяльності в Європі, в лікарнях Парижа, Вени, Берліна і Лондона.
Політичну кар'єру Віторину розпочав у 1885 році. У цей період він виступав за відміну рабства, монархії, а також практики життєдіяльності в Сенаті. 23 листопада 1889 року, вже після проголошення республіки, Віторіну зайняв посаду губернатора штату Баїя, але через півроку, 26 квітня 1890 року, він був зміщений з цією посадою за користь Ермеса Ернесту да Фонсеки, брата першого президента Бразилії Деодору да Фонсеки.
Після цього Віторину був сенатором, а в 1894 році був обраний віцепрезидентом Бразилії при президенті Пруденті ду Морайса. Віторину тимчасово виконував обов'язки президента протягом майже чотирьох місяців, з 10 листопада 1896 по 4 березня 1897 року, коли у Морайса були проблеми зі здоров'ям.
Після завершення повноважень віцепрезидент Віторину закінчив політичну кар'єру і займався лікувальною діяльністю. В 1902 році він умер.

## Память
В честь Віторину в 1962 році був названий муніципалітет Мануел-Віторіну в його рідному штаті Байя.